# Ndete Napu
Ndete Napu és un camp de fumaroles que es troba al centre de l'illa de Flores, Indonèsia. Es troba a la vall del riu Lowomelo i conté basses de fang i fonts d'aigua termals. Es va originar els anys 1927-29. El camp està catalogat com a volcà actiu per de la seva activitat tèrmica.